# Vexillarius

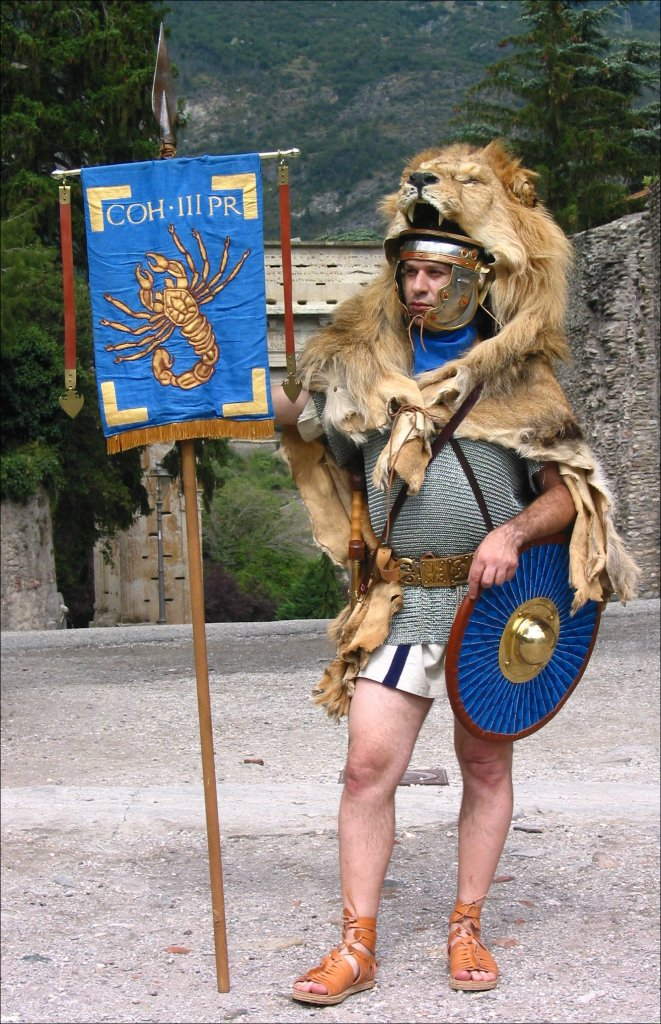
Vexillum și Vexillarius. Reconstruire modernă. Fotografia: Associazione Culturale Cisalpina — Cohorta a III-a Praetoria.

În armata romană Vexillarius era soldatul care purta vexillum, el era cel mai mare dintre Immunes. Vexillum era folosit atât de infanterie cât și de cavalerie. Vexillarius s-ar putea referi și la oricare soldat care servește într-un detașament temporar sau vexillation, departe de unitatea sa mamă. 